# Championnats du monde de tennis de table 1933 (Baden)
 (janvier 2025).
Si vous disposez d'ouvrages ou d'articles de référence ou si vous connaissez des sites web de qualité traitant du thème abordé ici, merci de compléter l'article en donnant les références utiles à sa vérifiabilité et en les liant à la section « Notes et références ».
Navigation
Édition précédente Édition suivante
Les premiers championnats du monde de tennis de table 1933, septième édition des championnats du monde de tennis de table, ont eu lieu du 31 janvier au 5 février 1933 à Baden, en Autriche. Toutes les médailles d'or ont été remportées par des Hongrois.